# Грін (Огайо)
Грін (англ. Green) — місто (англ. city) в США, в окрузі Самміт штату Огайо. Населення — 27 475 осіб (2020).

## Географія
Грін розташований за координатами 40°57′14″ пн. ш. 81°28′19″ зх. д. / 40.95389° пн. ш. 81.47194° зх. д. (40.953811, -81.472036).  За даними Бюро перепису населення США в 2010 році місто мало площу 86,85 км², з яких 83,02 км² — суходіл та 3,83 км² — водойми.

## Демографія
Згідно з переписом 2010 року, у місті мешкало 25 699 осіб у 10 070 домогосподарствах у складі 7217 родин. Густота населення становила 296 осіб/км².  Було 10858 помешкань (125/км²).
Расовий склад населення:
| - 95,0 % — білих - 1,8 % — чорних або афроамериканців - 1,5 % — азіатів - 0,2 % — корінних американців |

До двох чи більше рас належало 1,2 %. Частка іспаномовних становила 1,2 % від усіх жителів.
За віковим діапазоном населення розподілялося таким чином: 24,1 % — особи молодші 18 років, 61,4 % — особи у віці 18—64 років, 14,5 % — особи у віці 65 років та старші. Медіана віку мешканця становила 41,8 року. На 100 осіб жіночої статі у місті припадало 95,1 чоловіків;  на 100 жінок у віці від 18 років та старших — 92,4 чоловіків також старших 18 років.
Середній дохід на одне домашнє господарство  становив 82 710 доларів США (медіана — 62 605), а середній дохід на одну сім'ю — 99 144 долари (медіана — 81 195). Медіана доходів становила 52 681 долар для чоловіків та 44 103 долари для жінок. За межею бідності перебувало 8,3 % осіб, у тому числі 10,8 % дітей у віці до 18 років та 3,8 % осіб у віці 65 років та старших.
Цивільне працевлаштоване населення становило 13 179 осіб. Основні галузі зайнятості: освіта, охорона здоров'я та соціальна допомога — 23,4 %, виробництво — 15,1 %, роздрібна торгівля — 10,0 %, науковці, спеціалісти, менеджери — 9,5 %.